# Kelme (equipo ciclista)
Kelme fue un equipo ciclista español fundado en 1980 como heredero del desaparecido Transmallorca-Flavia-Gios. Estaba patrocinado por la empresa deportiva Kelme hasta que en 2004 la Generalidad Valenciana asumió la deuda del mismo y se hizo cargo del equipo hasta su desaparición al final de 2006.
Corrió en la categoría: UCI WorldTeam.
Pese a que su estructura estaba basada en España, tuvo mucha relación con Colombia, incorporando a muchos ciclistas de dicha nacionalidad y figurando en dos ocasiones (1989 y 1992) su licencia como equipo colombiano.

## Historia
El director del equipo en su última época fue el excorredor Vicente Belda, y el director adjunto José Ignacio Labarta. Por las filas de este equipo han pasado corredores como Laudelino Cubino, Álvaro Pino, Fabio Parra, Fernando Escartín, Roberto Heras, Aitor González, Alejandro Valverde, Enrique Martínez, José Recio u Óscar Sevilla.
Anteriormente fue dirigido por Rafa Carrasco y Álvaro Pino.
En 2006 el equipo desaparece tras verse implicados varios de sus altos cargos, así como gran parte de su plantilla en la llamada Operación Puerto. Los ciclistas del Comunidad Valenciana dirigido por Vicente Belda ofrecieron su ADN para demostrar su inocencia cotejando dicho material genético con el de las bolsas sanguíneas incautadas por la Guardia Civil, hecho que finalmente nunca ocurrió. El informe del instituto armado detallaba que varios ciclistas de la formación habían recurrido a extracciones/reposiciones sanguíneas en temporadas anteriores según la documentación intervenida, aunque en el momento de los registros no quedaban bolsas pertenecientes a ellos. La documentación intervenida en los registros detallaba asimismo la administración de diversas sustancias dopantes.
Parte de su plantilla y de su estructura directiva fue asumida en 2007 por el nuevo equipo Fuerteventura-Canarias, equipo que es considerado su sucesor en el pelotón internacional.

## Corredor mejor clasificado en las Grandes Vueltas
| Año  | Giro de Italia             | Tour de Francia              | Vuelta a España                   |
| ---- | -------------------------- | ---------------------------- | --------------------------------- |
| 1976 | -                          | -                            | 19.º Enrique Cima                 |
| 1977 | -                          | -                            | 12.º José Manuel García Rodríguez |
| 1978 | -                          | -                            | 21.º Vicente Belda                |
| 1979 | -                          | -                            | 7.º Pedro Torres Cruces           |
| 1980 | -                          | 20.º Vicente Belda           | 2.º Pedro Torres Cruces           |
| 1981 | -                          | 38.º Vicente Belda           | 3.º Vicente Belda                 |
| 1982 | 37.º Juan Fernández Martín | -                            | 8.º Jaime Vilamajó                |
| 1983 | -                          | -                            | 9.º Vicente Belda                 |
| 1984 | -                          | -                            | 8.º Vicente Belda                 |
| 1985 | -                          | -                            | 18.º Vicente Belda                |
| 1986 | -                          | -                            | 17.º Carlos Emiro Gutiérrez       |
| 1987 | -                          | -                            | 6.º Vicente Belda                 |
| 1988 | -                          | 3.º Fabio Parra              | 5.º Fabio Parra                   |
| 1989 | -                          | Abandono                     | 2.º Fabio Parra                   |
| 1990 | -                          | 13.º Fabio Parra             | 5.º Fabio Parra                   |
| 1991 | -                          | -                            | 10.º Oliveiro Rincón              |
| 1992 | -                          | -                            | 17.º Hernán Buenahora             |
| 1993 | 37.º Néstor Mora           | -                            | 13.º Hernán Buenahora             |
| 1994 | 33.º Federico Muñoz        | 18.º Hernán Buenahora        | 15.º Ignacio García Camacho       |
| 1995 | 18.º Hernán Buenahora      | 10.º Hernán Buenahora        | 11.º Marcos Serrano               |
| 1996 | 11.º Hernán Buenahora      | 8.º Fernando Escartín        | 10.º Fernando Escartín            |
| 1997 | 8.º Marcos Serrano         | 5.º Fernando Escartín        | 2.º Fernando Escartín             |
| 1998 | 12.º José Jaime González   | Abandono                     | 2.º Fernando Escartín             |
| 1999 | 5.º Roberto Heras          | 3.º Fernando Escartín        | 3.º Roberto Heras                 |
| 2000 | 8.º José Luis Rubiera      | 5.º Roberto Heras            | 1.º Roberto Heras                 |
| 2001 | 31.º Francisco León Mane   | 7.º Óscar Sevilla            | 2.º Óscar Sevilla                 |
| 2002 | 6.º Aitor González         | 4.º Santiago Botero          | 1.º Aitor González                |
| 2003 | 18.º Adolfo García Quesada | 27.º Javier Pascual Llorente | 3.º Alejandro Valverde            |
| 2004 | -                          | -                            | 4.º Alejandro Valverde            |
| 2005 | -                          | -                            | 4.º Carlos García Quesada         |
| 2006 | -                          | -                            | -                                 |

## Equipo filial
Su antiguo filial sub-23, el Comunidad Valenciana-CCN, recogió el testigo del patrocinador y continúa actualmente en activo bajo el nombre Guerola-Valencia Terra i Mar (anteriormente Garcamps-Comunidad Valenciana).

## Clasificaciones UCI
Hasta 1998, los equipos ciclistas fueron clasificados por la UCI en una única división. En 1999 la clasificación UCI por equipos fue dividida en GSI, GSII y GSIII. El equipo Kelme fue clasificado en GSII durante este periodo. Las clasificaciones aquí detalladas son del equipo a fin de la temporada. Los corredores se encuentran en una única clasificación.
| Temporada | Clasificación por equipos | Mejor corredor de la clasificación individual |
| --------- | ------------------------- | --------------------------------------------- |
| 1995      | 23.º                      | Laudelino Cubino (105.º)                      |
| 1996      | 20.º                      | Fernando Escartín (51.º)                      |
| 1997      | 13.º                      | Fernando Escartín (12.º)                      |
| 1998      | 16.º                      | Fernando Escartín (14.º)                      |
| 1999      | 18.º                      | Roberto Heras (10.º)                          |
| 2000      | 5.º                       | Roberto Heras (5.º)                           |
| 2001      | 14.º                      | Óscar Sevilla (8.º)                           |
| 2002      | 13.º                      | Aitor González (7.º)                          |
| 2003      | 22.º                      | Alejandro Valverde (7.º)                      |
| 2004      | 1.º (GSII)                | Alejandro Valverde (5.º)                      |

En 2005, el equipo no forma parte de los veinte equipos participantes en el ProTour y fue clasificado para el UCI Europe Tour siendo equipo continental profesional.
| Temporada | Clasificación por equipos | Mejor corredor de la clasificación individual |
| --------- | ------------------------- | --------------------------------------------- |
| 2005      | 3.º                       | Rubén Plaza (14.º)                            |
| 2006      | 10.º                      | Rubén Plaza (25.º)                            |

## Palmarés destacado
- Tour de Francia
  - 1988: 2 etapas ⇒ Fabio Parra, Juan Martínez Oliver
  - 1994: 1 etapa ⇒ Francisco Cabello
  - 1996: 1 etapa ⇒ "Chepe" González
  - 1999: 1 etapa ⇒ Fernando Escartín
  - 2000: 2 etapas ⇒ Javier Otxoa, Santiago Botero

Clasificación montaña  Santiago Botero
- - 2001: 1 etapa ⇒ Félix Cárdenas

Mejor joven  Óscar Sevilla
- - 2002: 2 etapas ⇒ Santiago Botero

- Giro de Italia
  - 1982: 1 etapa ⇒ Vicente Belda
  - 1994: 1 etapa ⇒ Laudelino Cubino
  - 1995: 1 etapa ⇒ Laudelino Cubino
  - 1996: 1 etapa ⇒ Ángel Edo
  - 1997: 2 etapas ⇒ "Chechu" Rubiera

Clasificación montaña  "Chepe" González
- - 1998: 1 etapa ⇒ Ángel Edo
  - 1999: 2 etapas ⇒ Roberto Heras, "Chepe" González

Clasificación montaña  "Chepe" González
- - 2000: 1 etapa ⇒ "Chechu" Rubiera
  - 2002: 2 etapas ⇒ Aitor González

- Vuelta a España
  - 1981: 5 etapas ⇒ Celestino Prieto, Juan Fernández Martín, Imanol Murga, Jesús Suárez, Vicente Belda
  - 1982: 3 etapas ⇒ Enrique Martínez, José Recio, Juan Fernández Martín
  - 1984: 1 etapa ⇒ José Recio
  - 1985: 2 etapas ⇒ José Recio
  - 1986: 1 etapa ⇒ José Recio
  - 1987: 1 etapa ⇒ Carlos Emiro Gutiérrez
  - 1988: 4 etapas ⇒ Iñaki Gastón (2), Fabio Parra, Juan Fernández Martín
  - 1990: 2 etapas ⇒ Néstor Mora, Martín Farfán

Clasificación montaña  Martín Farfán
- - 1991: 1 etapa ⇒ Antonio Miguel Díaz
  - 1992: 1 etapa ⇒ Julio César Cadena
  - 1994: 1 etapa ⇒ Ángel Yesid Camargo
  - 1997: 1 etapa ⇒ Roberto Heras
  - 1998: 1 etapa ⇒ Roberto Heras
  - 2000: General  ⇒ Roberto Heras, más 3 etapas Roberto Heras (2), Félix Cárdenas

Clasificación por puntos  Roberto Heras
- - 2001: 2 etapas ⇒ Santiago Botero
  - 2002: General  ⇒ Aitor González, más 4 etapas Aitor González (3), Santiago Botero
  - 2003: 2 etapas ⇒ Alejandro Valverde

Clasificación de la combinada Alejandro Valverde
- - 2004: 4 etapas ⇒ Alejandro Valverde, Eladio Jiménez, José Cayetano Juliá, Javier Pascual Rodríguez
  - 2005: 3 etapas ⇒ Eladio Jiménez, Carlos García Quesada, Rubén Plaza

## Premios, reconocimientos y distinciones
- Mejor Club Profesional de 1998, 2000 y 2001 en los Premios Deportivos Provinciales de la Diputación de Alicante[3]

## Ciclistas destacados
Para años anteriores, véase Plantillas del Kelme
| - Fernandez Francisco (1980-1981) - Vicente Belda (1980-1988) - Juan Fernández Martín (1981-1982) - José Recio (1982-1989) - Iñaki Gastón (1988-1989) - Álvaro Pino (1991) - Ángel Edo (1992-1999) - Laudelino Cubino (1994-1996) - Fernando Escartín (1996-2000) - José Luis Rubiera (1996-2000) - Roberto Heras (1997-2000) - Javier Otxoa (1997-2001) - Óscar Sevilla (1998-2003) | - Marcos Serrano (1993-1998) - Ángel Vicioso (1999-2002) - Aitor González (1999-2002) - Ricardo Otxoa (2000-2001) - Constantino Zaballa (2001-2003) - Alejandro Valverde (2002-2004) - Rubén Plaza (2004-06) - Eladio Jiménez (2004-06) - Fabio Parra (1988-1990) - Martín Farfán (1990-1993/ 1995) - Santiago Botero (1997-2002) - Félix Cárdenas (2000-2001) - Hernan Buenahora (1991-1997) |